# Fronte della Stabilità della Rivoluzione Islamica
Il Fronte della stabilità della rivoluzione islamica (in iraniano: جبههٔ پایداری انقلاب اسلامی; in inglese: Front of Islamic Revolution Stability) è un partito politico iraniano. È stato fondato nel 2011, ma legalizzato solo il 23 settembre 2014. Viene descritto come "estremo del campo fondamentalista" e "il partito più di destra dell'Iran".

## Risultati

### Elezioni presidenziali
| Elezione | Candidato     | Voti       | %      |    |
| -------- | ------------- | ---------- | ------ | -- |
| 2013     | Said Jalili   | 4,168,946  | 11.36% | 3° |
| 2017     | Ebrahim Raisi | 15,786,449 | 38.30% | 2° |

### Elezioni parlamentari
| Elezione | Seggi    | +/−     | Rif   |
| -------- | -------- | ------- | ----- |
| 2012     | 85 / 290 | Stabile | [ 3 ] |
| 2016     | 24 / 290 | 58      | [ 4 ] |
| 2020     | 3 / 290  | 21      |       |